# Analamanga
Analamanga – region Madagaskaru, ze stolicą w Antananarywie, będącej również stolicą państwa. Dawniej należał do Prowincji Antananarywa.

## Geografia
Zajmuje powierzchnię 16 911 km² i położony jest w środkowej części wyspy. Od północy graniczy z regionem Betsiboka, od wschodu z Alaotra-Mangoro, od południowego zachodu z Vakinankaratra, a od zachodu z regionami Itasy i Bongolava. Główną rzeką regionu jest Ikopa. Położone są tu jeziora Tsiazompaniry, Mantasoa, Mandroseza, Masay i Andranotapahina. Od stolicy odchodzą drogi: RN 1, RN 2, RN 3, RN 4 oraz RN 7.

## Demografia
Jego zaludnienie wynosiło w 1993 roku 1 754 749 osób. W 2004 wynosiło ok. 2 650 000. Według spisu z 2018 roku populacja wzrosła do ponad 3,6 mln mieszkańców i tym samym z gęstością zaludnienia 214,3 mieszk./km² jest najgęściej zaludnionym regionem kraju.

## Podział administracyjny
W skład regionu wchodzi  dystrykty:
- Ambohidratrimo
- Andramasina
- Ajozorobe
- Ankazobe
- Antananarivo Atsimondrano
- Antananarivo Avaradrano
- Antananarivo Renivohitra
- Manjakandriana